# Jakov Dzjoegasjvili

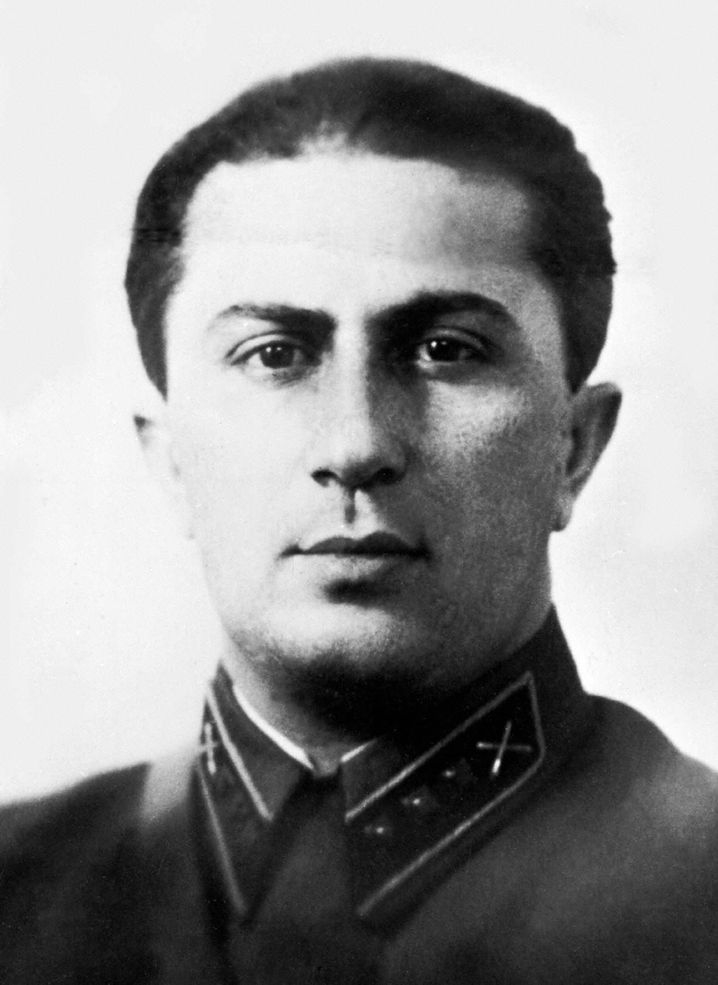
Jakov Dzjoegasjvili in 1941

Jakov Dzjoegasjvili (Georgisch: იაკობ იოსების ძე ჯუღაშვილი, Ioseb dze Besarionis Dzjoegasjvili; Russisch: Яков Иосифович Джугашвили), (18 maart 1907 - 14 april 1943) was de zoon van Jozef Stalin. Hij overleed in 1943 in een Duits concentratiekamp.

## Biografie

### Jonge jaren
Jakov Dzjoegasjvili werd op 18 maart 1907 geboren. Hij was de zoon van de Sovjetleider Jozef Stalin en diens vrouw Jekaterina Svanidze. Hij verloor zijn moeder op 5 december 1907, omdat zij besmet was met vlektyfus. Jakov had een uitermate slechte band met zijn vader. Nadat Jakov in bed werd betrapt met de 16-jarige dochter van een priester, schold Stalin hem flink uit, waarna Dzjoegasjvili een zelfmoordpoging deed door zichzelf in het hart te schieten. Die zelfmoordpoging mislukte. Stalin reageerde: "Hij kan niet eens goed schieten."

### Tweede Wereldoorlog
In 1941 werd Dzjoegasjvili als luitenant van het Rode Leger naar het front gestuurd. Hij werd daar krijgsgevangen gemaakt door de Duitsers. In 1943 weigerde Stalin een gevangenenruil omdat hij vond dat zijn zoon hem verraden had wegens overtreding van Order 270, die Sovjetsoldaten verbood om zich krijgsgevangen te laten nemen. Stalin zei: "Ik heb geen zoon Jakov." Adolf Hitler heeft geprobeerd hem tegen Heinz Hitler uit te ruilen, en later tegen Leo Raubal. Stalin wilde hier niets van weten. Op 14 april 1943 overleed Dzjoegasjvili in concentratiekamp Sachenhausen. Hij werd doodgeschoten toen hij het elektrische hek om het kamp beklom. Er wordt ook gezegd dat hij zelfmoord pleegde uit schaamte.